# Курганська сільська рада (Пулинський район)
Курганська сільська рада — колишня адміністративно-територіальна одиниця та орган місцевого самоврядування у Пулинському районі Волинської округи Української СРР з адміністративним центром у колонії Кургани.

## Населені пункти
Сільській раді на час ліквідації були підпорядковані населені пункти:
- кол. Грузливець
- кол. Кургани

## Населення
Кількість населення ради, станом на 1931 рік, становила 877 осіб.

## Історія та адміністративний устрій
Створена 28 вересня 1925 року, як німецька національна сільська рада, в складі колоній Грузливець та Кургани Старомайданської сільської ради Пулинського району Волинської округи.
Дату ліквідації не встановлено, станом на 1946 рік хутір Кургани значиться на обліку в Курненській сільській раді Червоноармійського району Житомирської області.